# Експортна дисципліна
Експортна дисципліна — сукупність режимних заходів, спрямованих на спонукання державних і комерційних організацій, до розвитку виробництв орієнтованих на експорт, з метою сталого розвитку єкономіки держави. 
Експортна дисципліна є універсальним комплексом дій держави, що впливають на бізнес-процеси в країні і забезпечують узгоджену і ефективну діяльність компаній-експортерів. Також під терміном "експортна дисципліна" можна розуміти сукупність примусових та заохочувальних дій з боку держави щодо великих державних і приватних корпорацій, що стимулюють до освоєння технологій виробництва і експорту товарів високої технологічної складності, у таких сферах як: машинобудування, електроніка, тощо. Під виробництвом, при експортній дисципліни, мається на увазі промислове освоєння випуску продукції, з повним циклом науково-дослідних і дослідно-конструкторських розробок (НДДКР). Часткова збірка, і інші способи часткової виробничої локалізації, діють в супериччі з режимом експортної дисципліни, і підлягають повній локалізації або ліквідації.

## Основні відомості
Вперше поняття «експортна дисципліна» зустрічається в книзі англійського письменника, журналіста і головного редактора журналу «China Economic Quarterly» Джо Стадвелла - «Чому Азії вдалося» - виданій в 2013р. і переклад в 2017 році. Автор стверджує, що економічний успіх «азійських тигрів», до яких він відносить Тайвань, Японію, Південну Корею і Китай, утворився, здебільшого, завдяки проведенню, щодо місцевих холдингів і корпорацій, жорсткої державної політики «експортної дисципліни».
Далі термін знаходить свій розвиток у праці казахстанського економіста Абдрахманова Рахімбека - «Як нації стають брендами» (опубл. В 2019 році), де йому відводиться окрема глава. Так, в книзі, поняття «експортна дисципліна» виступає одним з «трьох китів», базових єлементів, національного добробуту. Там же йдеться про те, що саме завдякі експортній дисципліні в різних країнах, які її активно використовували, привела в дію механізми оживилення підприємницького сектору, ділову активність населення, прискорення розвитку інфраструктури, та зростання доходів населення. За відсутності експортної дисципліни організації позбавляються творчого тиску з боку держави і починають працювати відповідно до своїх внутрішніх настанов та побажань. Найчастіше внутрішні стимули організації та мотиви її менеджменту істотно розходяться з концепцією користі для суспільства, яку компанія могла б принести за допомогою більш активної участі в розвитку національної економіки.»